# Göran Bengtsson Byggnads AB
Göran Bengtsson Byggnads AB var ett stort byggbolag i Helsingborg.
Företagets grundare, Göran Bengtsson, föddes 1882 i Råå i en sjömans- och fiskarfamilj. Han utbildade sig till murare i Tyskland och när återkom till Sverige startade han eget och blev byggmästare vid flera privata villabyggen i Råå. 1916 startade han tillsammans med två kompanjorer rörelsen Lundin, Persson & Bengtsson, som bl.a. fick i uppdrag att uppföra en ångkraftstation i Nyvång. 
Företaget som blev känt som Göran Bengtssons Byggnads AB tillkom 1936, men det var först tio år senare det blev inregistrerat som aktiebolag. Huvudkontoret förlades till Råå, men flyttades senare in till Helsingborg. Härmed hade grunden lagts till en rörelse som skulle att få en omsättning på en halv miljard kr och när den var som störst sysselsätta nära 500 personer. 
Göran Bengtsson pensionerade sig 1952 och två år senare övertogs rörelsen av sönerna Harald och Ragnar. 
Göran Bengtsson Byggnads AB var under många år inblandat i de flesta större byggprojekt i Helsingborg. Som exempel kan nämnas idrottspalatset Idrottens hus, Söderviadukten, Domus-huset (numera Söderpunkten), Väla Centrum, Helsingborgs stadsteater och bostadsområdena Rydebäck, Närlunda och Elineberg. Dessutom genomförde man saneringar och ombyggnader av många byggnader av kulturhistoriskt intresse, vanligtvis i nära samarbete med länsantikvarien.
Sedan Harald och Ragnar Bengtsson pensionerats övertogs rörelsen av deras söner – härmed hade tredje generationen tagit vid. Under deras tid ombildades företaget till en koncern med en rad dotterbolag, specialiserade på olika områden som måleriarbeten, tak- och plåtarbeten, markarbeten etc. Byggkrisen i början av 1990-talet slog emellertid hårt mot koncernen och trots flera rekonstruktionsförsök och omorganisationer gick företaget inte att rädda. Det begärdes i konkurs 1994.
Göran Bengtsson-koncernens arkiv förvaras numera hos Skånes Näringslivsarkiv i Helsingborg. Där finns också en stor skärmutställning där man kan följa företagets historia genom tiderna.